# Lucio Minucio Esquilino Augurino
Lucio Minucio Esquilino Augurino, figlio di Publio, (fl. V secolo a.C.), è stato un politico romano.

## Consolato
Fu console della Repubblica romana avendo come collega Gaio Nauzio Rutilo nel 458 a.C..
Appena nominati, i consoli si ritrovarono con due questioni in sospeso: il processo a Volscio, contestato dalla plebe e l'ormai annosa presentazione della lex Terentilia contestata dal patriziato. La battaglia politica infuriava con l'entrata in scena anche di Tito Quinzio Capitolino, questore, che perseguiva Volscio, l'accusatore del nipote con grande decisione.
Sul versante opposto il tribuno della plebe Virginio si distingueva come il più accanito difensore della lex Terentilia.
Per studiare la legge furono dati ai consoli due mesi di tempo ma scoppiarono due guerre con i Sabini e gli Equi.
Mentre a Gaio Naunzio veniva dato il comando delle operazioni contro i Sabini, a Minucio fu ordinato di attaccare gli Equi che erano accampati presso Tusculum mentre il collega fu inviato a combattere i Sabini.
Minucio, portatosi nei pressi del nemico non prese iniziative e finì assediato dagli Equi. Le legioni di Minucio furono salvate dal rapidissimo intervento di Lucio Quinzio Cincinnato che, nominato dittatore il giorno successivo a quello dell'assedio, condusse un secondo esercito contro gli Equi.
Durante la notte Cincinnato a sua volta circondò gli Equi, che assediavano l'esercito di Minuncio, con un vallo e li costrinse a battersi fra i due eserciti. Fu la battaglia del Monte Algido che vide una sconfitta romana trasformarsi in una vittoria.
Gli Equi, nonostante avessero rotto il trattato di pace dell'anno precedente, furono risparmiati, non prima di aver passato il giogo, mentre i loro comandanti furono messi in catene e condotti a Roma per il trionfo di Cincinnato, che dal canto suo divise il ricco bottino ottenuto dalla battaglia solo tra i soldati dell'esercito soccorritore, e destituì Minucio dalla carica di console, facendolo suo semplice legato..

## Decemvirato
Nel 450 a.C. fu eletto tra i decemviri per il secondo decemvirato, che sebbene arrivò a produrre quello per cui era stato istituito, ovvero la riforma dell'ordinamento romano attraverso la stesura delle Leggi delle XII tavole, si caratterizzò per una forte impronta anti popolare ed autoritaria, tanto che i dieci magistrati andarono oltre il mandato conferitogli.
Allo scoppio delle ostilità contro Sabini ed Equi, Lucio Minucio, con i colleghi decemviri Marco Cornelio Maluginense, Tito Antonio Merenda, Cesone Duilio Longo e Marco Sergio Esquilino, fu mandato a condurre le operazioni contro gli Equi, che, come al solito, si svolsero sul monte Algido. Tra i propri soldati militava Lucio Verginio, padre ed assassino della figlia Verginia, futuro tribuno della plebe.
Nel 449 a.C., ristabilite le prerogative dei Tribuni della plebe dai consoli Lucio Valerio Potito e Marco Orazio Barbato, fu accusato dai tribuni per le azioni illegali adottate durante il decemvirato, e per questo fu inviato all'esilio, dopo che gli furono confiscati i propri beni.